# Werner Emser
Werner Emser (* 11. Oktober 1920; † vor 2004) war ein deutscher Fußballspieler. Der Offensivspieler wird mit 256 Einsätzen und 140 Toren als Rekordspieler wie auch als Rekordschütze von Borussia Neunkirchen in der damals erstklassigen Fußball-Oberliga Südwest geführt.

## Karriere

### Vereine
Emser, er war bis 1950 beim SV Bruchhof aktiv gewesen, bestritt für den im Saarland beheimateten VfB Neunkirchen – der den Namen Borussia (neulateinisch für Preußen) vorerst nicht führen durfte –  zunächst  in der Saison 1950/51 ausschließlich Privatspiele insbesondere im Rahmen des Internationalen Saarlandpokals, bevor der Verein unter dem Namen Borussia Neunkirchen zur Saison 1951/52 wieder in die deutsche Ligastruktur integriert wurde. Von da an spielte er bis 1961 in der Oberliga Südwest als Stürmer.
Im Weltmeisterjahr 1954 zeichnete sich Emser mit 22 Toren aus, obwohl Neunkirchen mit 58 Treffern weit hinter Meister 1. FC Kaiserslautern mit 139 erzielten Treffern, lediglich auf dem 8. Rang einkam. Die Steigerung der Schwarz-Weißen aus dem Ellenfeldstadion führte 1956/57 mit dem 5. Rang auf den 3. Rang in der Saison 1957/58; in den zwei Jahren hatte Emser für die Borussia alle 60 Ligaspiele bestritten und 30 Tore erzielt. Im Jahr der Weltmeisterschaft 1958 in Schweden gab es an der Tabellenspitze im Südwesten einen äußerst knappen Dreikampf im Titelrennen zwischen dem FK Pirmasens, 1. FC Kaiserslautern und Neunkirchen. Die Mannen um Emser mussten sich mit dem undankbaren 3. Tabellenplatz begnügen, punktgleich mit Vizemeister Kaiserslautern, beide Teams beendeten die Runde mit 41:19 Punkten, der Meister FKP ging mit einem Punkt Vorsprung über die Ziellinie.
Als Zweitplatzierter der Saison 1958/59 nahm Emser, er hatte in 30 Ligaspielen 23 Tore erzielt, infolgedessen am Qualifikationsspiel zur Teilnahme an der Endrunde um die Deutsche Meisterschaft teil, das allerdings am 3. Mai 1959 mit 3:6 gegen Werder Bremen verloren wurde; genauso wie das Finale um den DFB-Pokal in Kassel am 27. Dezember 1959 mit 2:5 gegen Schwarz-Weiß Essen, nachdem er zuvor am 3. Oktober im Halbfinale beim 2:1-Sieg über den VfR Mannheim mitgewirkt hatte. Im Finalspiel in Kassel erzielte er gegen SW Essen einen Treffer; gegen die herausragende Offensivqualität der Uhlenkrug-Elf um Horst Trimhold, Hubert Schieth, Manfred Rummel, Hans Küppers und Theo Klöckner war die Elf aus dem Saarland aber ohne Chance. Bereits 1952/53 kam er in der 1. Runde beim 2:1-Sieg über den FC Schalke 04 am 17. August 1952 und im Achtelfinale bei der 0:2-Niederlage gegen den Hamburger SV am 19. November 1952 zum Einsatz.
Als erneut Zweitplatzierter der Saison 1959/60 nahm er abermals an der Endrunde um die Deutsche Meisterschaft teil. Diese wurde in zwei Gruppen zu je vier Mannschaften mit Hin- und Rückspiel ausgetragen, von denen beide Sieger das Finale bestritten. In der Gruppe 1 bestritt er alle sechs Spiele und erzielte im dritten und fünften Spiel am 28. Mai und 11. Juni 1960, beim 4:2-Sieg über den Karlsruher SC und beim 2:2-Sieg über Westfalia Herne seine beiden einzigen Tore. Ins Endspiel zog der Gruppensieger Hamburger SV ein, der gegen den 1. FC Köln mit 3:2 gewann.
Abermals Zweitplatzierter der Saison 1960/61 kam er letztmals am 6. Mai 1961 bei der 0:5-Niederlage gegen Eintracht Frankfurt im Qualifikationsspiel zur Teilnahme an der Endrunde um die Deutsche Meisterschaft zum Einsatz.

### Nationalmannschaft
Für die Saarländische Nationalmannschaft bestritt er im Jahr 1954 drei Länderspiele und erzielte ein Tor. Sein Debüt gab er am 5. Juni im Saarbrücker Ludwigsparkstadion bei der 1:7-Niederlage im Testspiel gegen die Nationalmannschaft Uruguays. Im Spiel gegen die Nationalmannschaft Jugoslawiens, das am 26. September ebenfalls in Saarbrücken ausgetragen wurde, erzielte er bei der 1:5-Niederlage sein einziges Länderspieltor. Seinen dritten Einsatz als A-Nationalspieler hatte er am 17. Oktober in Lyon bei der 1:4-Niederlage gegen die B-Nationalmannschaft Frankreichs. Mit dem Spiel am 1. Mai 1955 in Neunkirchen in der saarländischen B-Nationalmannschaft gegen die Niederlande B (4:2) endeten seine internationalen Berufungen.

## Erfolge
- DFB-Pokal-Finalist 1959